# Valerie Harper
Valerie Kathryn Harper (Suffern, New York, 22 augustus 1939 – Los Angeles, 30 augustus 2019) was een Amerikaans actrice die zowel in het theater en in films alsook op televisie optrad. Ze is het best bekend door haar vertolking als Rhoda Morgenstern uit de series The Mary Tyler Moore Show en de spin-off ervan, Rhoda.

## Biografie
Harper kwam uit een gemengde katholiek-protestantse familie en groeide op in Oregon. Door haar rol in The Mary Tyler Moore Show wordt vaak gedacht dat ze Joods was.
Ze begon haar carrière als danseres op Broadway eind jaren 50 en begin jaren 60. In 1964 trouwde ze met acteur Richard Schaal. Het huwelijk duurde tot 1978. Haar carrière kwam niet echt van de grond, totdat ze een rol kreeg in de nieuwe serie The Mary Tyler Moore Show in 1970. Ze speelde Rhoda Morgenstern, de beste vriendin van Mary Richards en won daar drie Emmy's mee. Het personage werd zo populair dat Rhoda in 1974 haar eigen serie kreeg, ze verdween uit de Mary Tyler Moore Show en verhuisde naar New York waar de serie nog tot 1978 liep. Harper won nog een Emmy en een Golden Globe voor haar vertolking van Rhoda.
In 1986 werd ze opnieuw hoofdrolspeelster in de serie Valerie. Na één seizoen verliet ze de show echter vanwege een dispuut met de productie. Haar personage overleed en de serie werd omgedoopt in Valerie’s Family en in 1988 in The Hogan Family.
In 1987 trouwde ze met acteur Tony Cacciotti (geb. 1939).
In 2000 was er het project Mary and Rhoda dat de twee voormalige televisiesterren weer moest samenbrengen in een serie, maar het werd geen serie maar een film. 
Harper was lid van de Screen Actors Guild en wilde in 2001 voorzitter worden maar verloor de verkiezing van Melissa Gilbert.
In maart 2013 werd een zeldzame vorm van kanker in haar hoofd ontdekt en artsen dachten dat ze nog maar kort te leven had. Ze werd uiteindelijk 80 jaar en overleed eind augustus 2019.

## Prijzen

### Emmy Awards

#### Gewonnen
- 1975 - Beste vrouwelijke hoofdrol in een komedie - (Rhoda)
- 1973 - Beste vrouwelijke bijrol in een komedie - (Mary Tyler Moore Show)
- 1972 - Beste vrouwelijke bijrol in een komedie - (Mary Tyler Moore Show)
- 1971 - Beste vrouwelijke bijrol in een komedie - (Mary Tyler Moore Show)

#### Nominatie
- 1978 - Beste vrouwelijke hoofdrol in een komedie – (Rhoda)
- 1977 - Beste vrouwelijke hoofdrol in een komedie - (Rhoda)
- 1976 - Beste vrouwelijke hoofdrol in een komedie - (Rhoda)
- 1974 - Beste vrouwelijke bijrol in een komedie - (Mary Tyler Moore Show)

### Golden Globe Awards
- 1979 - Nominatie – Beste vrouwelijke bijrol – (Chapter Two)
- 1975 - Nominatie – Beste vrouwelijke hoofdrol - Musical of komedieserie - (Rhoda)
- 1974 - WINNAAR - Beste vrouwelijke hoofdrol - Musical of komedieserie - (Rhoda)
- 1974 - Nominatie – Nieuwe vrouwelijke ster – (Freebie and the Bean)
- 1973 - Nominatie - Beste vrouwelijke bijrol – Serie, miniserie of televisiefilm - (Mary Tyler Moore Show)
- 1972 - Nominatie - Beste vrouwelijke bijrol - Serie, miniserie of televisiefilm - (Mary Tyler Moore Show)

## Filmografie

### Televisie
- The Mary Tyler Moore Show (1970-1974)
- Columbo: The Most Crucial Game (1972)
- Thursday's Game (1974)
- Rhoda (1974-1978)
- The Muppet Show (1976)
- Night Terror (1977)
- Fun and Games (1980)
- The Shadow Box (1980)
- The Day the Loving Stopped (1981)
- Farrell for the People (1982)
- Don't Go to Sleep (1982)
- An Invasion of Privacy (1983)
- The Execution (1985)
- Valerie (1986-1987)
- Strange Voices (1987)
- Drop-Out Mother (1988)
- The People Across the Lake (o1988)
- City (1990) (geannuleerd na 6 maanden)
- Stolen: One Husband (1990)
- Perry Mason: The Case of the Fatal Fashion (1991)
- A Friend to Die For (1994)
- The Office (1995) (geannuleerd na 2 maanden)
- The Great Mom Swap (1995)
- Dog's Best Friend (1997) (enkel stem)
- Mary and Rhoda (2000)
- Dancing at the Harvest Moon (2002)

### Films
- Rock, Rock, Rock (1956)
- Li'l Abner (1959)
- With a Feminine Touch (1969)
- Freebie and the Bean (1974)
- Chapter Two (1979)
- The Last Married Couple in America (1980)
- Blame It on Rio (1984)
- I Want Him Back! (1995)